# NHK総合テレビ平日午後の情報番組枠
NHK総合テレビ平日午後の情報番組枠（エヌエイチケイそうごう-へいじつごごのじょうほうばんぐみわく）は、NHK総合テレビにて、平日午後に放送されている情報番組の一覧。

## 各番組の歴史
NHK総合テレビでは長らく平日午後の時間帯は再放送枠で占められていたが、当時のNHK会長・海老沢勝二の発案で民放のワイドショーに対抗する形で2003年9月に『お元気ですか日本列島』を同時間帯で開始。開始当初は14時から17時までの3時間生放送だったが、2005年10月より16時台、さらに2006年4月からは15時台の放送がそれぞれ廃止され最終的には14時台での放送のみとなった。
2013年4月改編で『お元気ですか日本列島』が放送終了し、『情報まるごと』が開始されたが2015年3月で放送終了。2015年4月改編で午後の情報番組枠が『ニュース シブ5時』に統合されて一旦廃止となるも、2年後の2017年4月より13時台から3時間の生放送番組となる『ごごナマ』を立ち上げることになった。
その後、2020年6月より『列島ニュース』が14時台で放送開始されたことに伴い、『ごごナマ』は一時的に放送時間を縮小。同年秋からは『列島ニュース』が13時台に移行され、『ごごナマ』の放送時間が拡大されるも2021年3月で放送終了となり、午後の情報番組枠は13時台の『列島ニュース』に一本化される形となった。
2023年4月からはそれまで10時台で放送されていた『NHK地域局発』が14時台に移行され、午後の情報番組枠は13時台の『列島ニュース』と2本立て体制となる。

## 主な番組
- お元気ですか日本列島（2003年9月29日 - 2013年3月21日）
- ろーかる直送便（2010年4月9日 - 2016年4月1日）※収録番組。番組開始から1年間は金曜のみ。
- 情報まるごと（2013年4月4日 - 2015年3月19日）
- ごごナマ（2017年4月3日 - 2021年3月18日）
- 列島ニュース（2020年9月28日 - ）※大阪局制作。2024年3月までは13時台のみ。同年4月より13・14時台の2時間枠に拡大。
- NHK地域局発（2023年4月4日 - 2023年11月20日）※収録番組。14時台のみ。